# Disonycha latiovittata
Disonycha latiovittata är en skalbaggsart som beskrevs av Hatch in Hatch och Beller 1932. Disonycha latiovittata ingår i släktet Disonycha och familjen bladbaggar. Inga underarter finns listade i Catalogue of Life.